# Els Masets (Olivella)
Els Masets és un caseriu d'Olivella (Garraf) protegida com a Bé Cultural d'Interès Local.

## Descripció
Es tracta d'un conjunt d'edificis format pels "Masets de Dalt" i els "Masets de Baix". Cada maset consta d'un conjunt d'edificis juxtaposats formant un pati central. Les cobertes de les cases són a una i a dues vessants, de teules. Tenen planta baixa i un pis. Les obertures són de forma rectangular menys algunes portes que són d'arc rodó o arc rebaixat, algunes vegades de maó vist i altres de pedra.

## Història
Quan la casa és de poques dimensions, en lloc de mas s'empren el nom de "masets". Un mas pot atreure altres masos, fins a arribar-se a formar un aglomerat de caserius. El Maset del Dalt i de Baix formaven un caseriu pertanyent a l'antiga quadra de Jafra, actualment despoblada, i ara es troben completament enrunats.